# شتاب

به لحاظ نموداری، شتاب برابر شیب خط مماس بر نمودار سرعت - زمان است

شتاب (به انگلیسی: Acceleration) عبارت است از نسبت تغییرات سرعت به زمان. در یک بُعد دیگر، شتاب عبارت است از میزان افزایش یا کاهش سرعت یک جسم در واحد زمان. از آنجایی که سرعت یک کمیت برداری است، پس شتاب باید نشان‌دهندهٔ میزان تغییر بزرگی و جهت سرعت باشد. به زبان ساده، شتاب یک کمیت برداری است. بُعد شتاب
هنگامی که سرعت یک متحرک درحال تغیر باشد می‌گوییم که حرکت آن دارای شتاب است. طبق دستگاه استاندارد یکاهای SI، یکای شتاب متر بر مجذور ثانیه است. ({\displaystyle \mathrm {\tfrac {m}{s^{2}}} } یا m⋅s−2 یا LT−۲)
نسبت تغییرات سرعت به زمان را شتاب گویند. در مبحث شتاب زاویه‌ای هم نسبت تغییرات سرعت زاویه‌ای به زمان این تغییرات را شتاب زاویه‌ای گویند.

## تعاریف و خصوصیات شتاب

### شتاب لحظه‌ای
شتاب لحظه ای، حد شتاب متوسط (به انگلیسی: average acceleration) در یک بازه زمانی بینهایت کوچک است. از نظر ریاضی، شتاب لحظه ای مشتق بردار سرعت نسبت به زمان است:
{\displaystyle \mathbf {a} =\lim _{{\Delta t}\to 0}{\frac {\Delta \mathbf {v} }{\Delta t}}={\frac {d\mathbf {v} }{dt}}}
از آنجایی که شتاب به عنوان مشتق سرعت ({\displaystyle \mathbf {v} }) نسبت به زمان ({\displaystyle t}) و سرعت به عنوان مشتق موقعیت ({\displaystyle \mathbf {x} }) نسبت به زمان تعریف می شود، شتاب را می توان به عنوان مشتق دوم {\displaystyle \mathbf {x} } نسبت به {\displaystyle t} در نظر گرفت:
{\displaystyle \mathbf {a} ={\frac {d\mathbf {v} }{dt}}={\frac {d^{2}\mathbf {x} }{dt^{2}}}.}

## واحد ها
بُعد شتاب، بُعد سرعت (L/T) تقسیم بر زمان است، یعنی L/T2. واحد شتاب در SI، متر بر مجذور ثانیه (m/s۲) است.

### اَشکال دیگر
جسمی که در حال حرکت در یک مسیر دایره‌ای است، مانند یک ماهواره که در مدار زمین حرکت می‌کند، به دلیل تغییر جهت حرکت، شتاب دارد، اگرچه اندازه سرعت ممکن است ثابت باشد.
وقتی که جسمی به گونه‌ای حرکت کند که تغییر جهت داشته باشد اما سرعت آن تغییر نکند، گفته می‌شود که تحت شتاب مرکزگرا (جانب مرکز) قرار گرفته است.
اگر سرعت جسمی تغییر کند اما جهت حرکتش تغییر نکند، دارای شتاب مماسی است.

## عامل شتاب
طبق قانون نیوتون: نیرو باعث تغییر سرعت و ایجاد شتاب می‌شود.
به نوعی دیگر، می‌توان بیان کرد برای ایجاد شتاب در حرکت باید یا تغییر سرعت یا تغییر جهت داشته باشیم.